# Herbert Kuhner
Herbert („Harry“) Kuhner (geboren 29. März 1935 in Wien) ist ein österreichischer Schriftsteller und Übersetzer.

## Leben
Kuhner emigrierte 1939 mit seinen Eltern in die Vereinigten Staaten von Amerika und machte dort an der Columbia University seinen akademischer Abschluss. 1963 kehrte er nach Wien zurück, wo er bis heute als Schriftsteller und Übersetzer arbeitet und unter anderem auch beim Österreichischen Literaturforum mitgewirkt hat.
Der österreichische Bundespräsident hat ihm den Berufstitel Professor verliehen.
Herbert Kuhner ist mit seinen Übersetzungen besonders als „Botschafter“ für die Literaturen der österreichischen Volksgruppen eingetreten und hat sie dem englischsprachigen Publikum zugänglich gemacht. Überdies hat er beim US-amerikanischen Verleger Schocken Books eine Anthologie der österreichischen Lyrik nach 1945 vorgelegt.

## Auszeichnungen
- Berufstitel Professor
- 2014 Theodor-Kramer-Preis

## Werke
In englischer Sprache
- Nixe. Funk & Wagnalls, NY 1968
- Broadsides and Pratfalls: Selected Poems, Stories and Translations. The Menard Press, London 1976.
- als Hrsg.: Austrian Poetry Today. Schocken, NY 1985, ISBN 0805239030.

In deutscher Sprache
- Der Ausschluss. Memoiren eines Neununddreissigers. Wiener Verlag, Himberg 1988, ISBN 3900915008.
- Liebe zu Österreich. Verlag Der Apfel, Wien 1995, ISBN 3-85450-079-3.
- Minki die Nazi-Katze und die menschliche Seite. Theodor Kramer Gesellschaft, Wien 1998, ISBN 3-901602-04-6.

Zweisprachig: Englisch/Deutsch
- Smoke and Fire, poetry / Rauch und Feuer, Lyrik. Afterword/Nachwort Konstantin Kaiser. Theodor Kramer Gesellschaft, PROverbis|bilingual, Wien 2014, ISBN 978-3-902838-18-6.
- Jazz-Poems, Lyrik / Jazz-Gedichte, poetry. Theodor Kramer Gesellschaft, PROverbis|bilingual, Wien 2015, ISBN 978-3-902838-20-9.
- als Hrsg. und Übersetzer, gemeinsam mit Ilse Zelenka: Wände... Österreichische jüdische Lyriker, Lyrik / Walls... Austrian Jewish Poets, poetry. Theodor Kramer Gesellschaft, PROverbis|bilingual, Wien 2015, ISBN 978-3-902838-193.